# 言文一致
言文一致（げんぶんいっち）とは、日常に用いられる話し言葉に近い口語体を用いて文章を書くこと、もしくはその結果、口語体で書かれた文章のことを指す。

## 概要
音声言語とそれに対応する文字言語をともにもつ言語にて問題となる。日本語で特に注釈なく用いられた場合、この語は日本語での言文一致をさす。以下の記述でも同様である。
日本語を主要な言語とする日本では、明治時代に言文一致運動の高揚からそれまで用いられてきた文語文に代わって行われるようになった。言文一致運動とは言文一致を実践することを主旨とする。したがって、言文一致の実践は言文一致運動と不可分だった。文脈によっては主に言文一致運動の意味で言文一致の語が用いられている場合がある。

## 各国における運動

### 日本語
日本語の古典的な文体である文語は、平安時代の平安京の上流階級が使用した言葉（中古日本語）を基に成立したが、中世以降、次第に話し言葉との乖離が大きくなっていった。
幕末のものとされる漢字御廃止之議には言文一致についても触れられている。明治時代には、文学者の中から、東京の話し言葉を基にした改革運動（言文一致運動）が起こった。言文一致小説の嚆矢は、坪内逍遥に刺激を受けた二葉亭四迷の『浮雲』（1887年）などである。二葉亭が『浮雲』を書く際には、坪内逍遥の勧めで初代三遊亭圓朝の落語口演筆記を参考にして文体を創った。また、ツルゲーネフなどロシア文学作品を翻訳した文体も既存の文語からの離脱の試みである。
当時は二葉亭以外にも、多くの作家が言文一致の新文体を模索した。その中でも、山田美妙における「です・ます」調の試みは、もうひとつの日本語表現の可能性として、小説言語の主流にはならなかったものの、後世へ大きな影響を与えた。若松賤子が「小公子」の翻訳で試みた「ありませんかった」のような文体も当時の注目を浴びたが、これは受け継ぐものが現れなかった。
しかし、そのころはまだ文語文の作品も多く書かれている。和歌の塾に通い、古典の教養を持っていた樋口一葉は古文の呼吸をつかった雅文体で「にごりえ」「たけくらべ」などの作品を書いている。翻訳で言文一致を試みた森鷗外も、「舞姫」や「即興詩人」では文語にもどしている。評論の分野では北村透谷や幸徳秋水は、漢文書き下しの文体を使って論文を書いていた。その点では、言文一致の運動がすぐに時代の主流になったわけではなかった。
このような新文体への挑戦は文学の分野で作家たちだけがしていたのではなく、当時の新聞や雑誌記事などでも並行的に行なわれていた。特に従軍記者による戦地レポートや、速記による裁判の傍聴記録などで、積極的に言文一致の新文体が試みられていた。その結果、明治末になるとそれらは書き言葉として次第に確立し、一般の文章にも大きな影響を与えるようになった。自然主義文学の運動も、その普及に一役買った。
大正末期には言文一致運動は完成したと考えられ、「口語体」と改まった。しかし、戦時色が濃くなるにつれ大本営発表などで文語調が一時的に再び多く登場した。法律分野では、21世紀に民法現代語化が始まるまで文語体が多く残っていた。日本正教会訳聖書は現代に至るまで文語を貫いている。
- 1885年2月25日の『東京学士院雑誌』に「文章論を読む」を発表し、神田孝平が、言文一致を説く。言文一致の語の初見か。
- 1886年3月21日、物集高見が『言文一致』を刊行。最初の言文一致論の著述か。
- 1887年7月、山田美妙が『以良都女』に「風琴調一節」を連載（9月まで。未完）。言文一致体小説。
- 1888年12月20日、黒田太久馬・福西四郎らが、言語取調所を設立、文体一致、言文一致普通文体の制定を目標とする。のち1890年10月、解体。
- 1900年6月18日、『教科適用　幼年唱歌』初編上巻　納所弁次郎・田村虎蔵共編　（1902年9月30日まで4編、10冊）「桃太郎」「金太郎」など言文一致唱歌のはじまり。

#### 例文
|             | 文語 | 口語 |
| ----------- | --- | --- |
| 創世記      | 元始に神天地を創造たまへり 地は定形なく曠空くして黑暗淵の面にあり神の靈水の面を覆たりき 神光あれと言たまひければ光ありき（明治元訳聖書） | はじめに神は天と地とを創造された。 地は形なく、むなしく、やみが淵のおもてにあり、神の霊が水のおもてをおおっていた。 神は「光あれ」と言われた。すると光があった。（口語訳聖書） |
| 刑法38条2項 | 罪本重カル可クシテ犯ストキ知ラサル者ハ其重キニ従テ処断スルコトヲ得ス                                                                     | 重い罪に当たるべき行為をしたのに、行為の時にその重い罪に当たることとなる事実を知らなかった者は、その重い罪によって処断することはできない。                                     |

## 関連文献
- 奥田靖雄 「標準語について」（雑誌『教育』1957年、通算77号に掲載。のち、『読み方教育の理論』むぎ書房, 1974年, ISBN 9784838400638 に再録。）